# Fakarava
Fakarava – wyspa na Oceanie Spokojnym, koralowy atol, w archipelagu Tuamotu w Polinezji Francuskiej. Fakarava jest siedzibą gminy o tej samej nazwie skupiającej siedem pobliskich atoli. W 1977 roku jeden z tych atoli, Taiaro, został wpisany na listę rezerwatów biosfery UNESCO. W 2006 roku wpis ten rozszerzono na całą gminę.

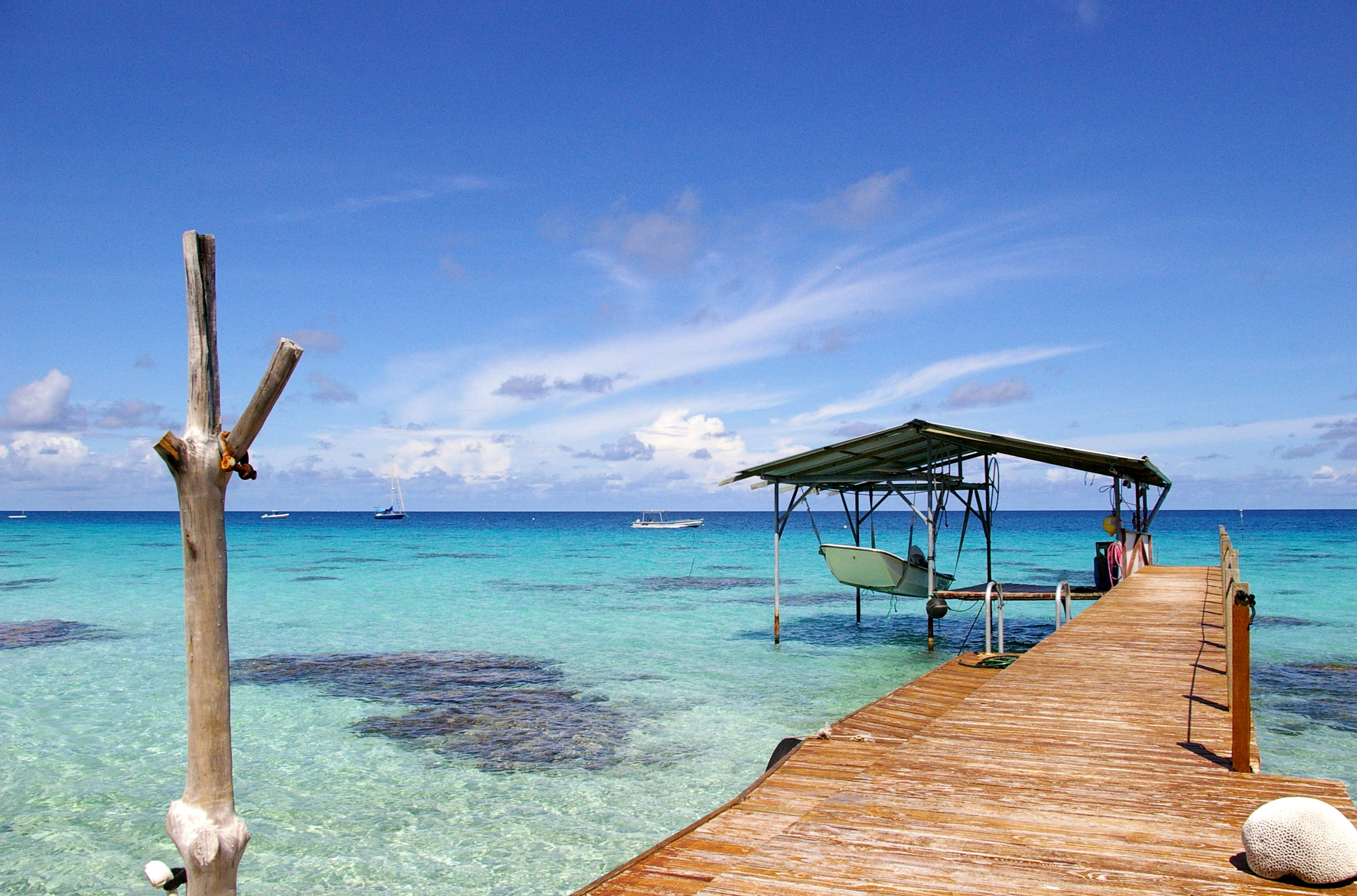
Fakarava – laguna wewnętrzna, widok od strony wioski Rotoava

Lokalnym ośrodkiem administracji francuskiej jest wieś Rotoava.
Powierzchnia wyspy wynosi 16 km², powierzchnia laguny 1153 km², zamieszkuje ją 855 stałych mieszkańców (2007).
Wyspa została odkryta 10 października 1820 roku przez rosyjskiego żeglarza i odkrywcę Fabiana Bellingshausena.